# Liste des rois de Porto-Novo
La liste des rois de Porto-Novo comprend les noms des dix-neuf rois  (« dă ») et des six chefs ayant régné sur la région de Porto-Novo, au Bénin.
Selon la tradition, le royaume de Porto-Novo a été fondé par le prince d'Allada, Tè-Agbanlin. Le dernier souverain de Porto-Novo est Toffa, qui accepte le protectorat français.

## Liste des rois de Porto-Novo
Selon les sources, on observe quelques variantes concernant à la fois la graphie des noms et les dates des règnes. Les dates ci-dessous sont celles proposées par Adolphe  Akindélé et Cyrille Aguessy en 1953. Des dates un peu différentes avaient été avancées par l'administrateur colonial J. Geay en 1924.

## Liste des rois[3]
| Mandat                                                  | Titulaire                           | Remarques |
| ------------------------------------------------------- | ----------------------------------- | --------- |
| Royaume Hogbonou Division de la famille royale d'Allada |                                     |           |
| Dynastie Agasuvi (dynastie Alada-tadonu ou Hwegbonu)    |                                     |           |
| 1688 à 1729                                             | Té-Agbanlin, Ahosu                  |           |
| 1729 à 1739                                             | Hiakpon, Ahosu                      |           |
| 1739 à 1746                                             | Lokpon, Ahosu                       |           |
| 1746 à 1752                                             | Hude, Reine                         |           |
| 1752 à 1757                                             | Messe, Ahosu (Messi)                |           |
| 1757 à 1761                                             | Huyi, Ahosu                         |           |
| 1761 à 1765                                             | Gbeyon, Ahosu                       |           |
| 1765 à 1775                                             | Interrègne                          |           |
| 1775 à 1783                                             | Ayikpe, Ahosu                       |           |
| 1783 à 1794                                             | Ayaton, Ahosu                       |           |
| Royaume d'Ajachè Ipo                                    |                                     |           |
| 1794 à 1807                                             | Huffon, Ahosu                       |           |
| 1807 à 1816                                             | Ajohan, Ahosu                       |           |
| 1816 à 1818                                             | Toyi, Ahosu                         |           |
| 1818 à 1828                                             | Hueze, Ahosu                        |           |
| 1828 à 1836                                             | Toyon, Ahosu                        |           |
| 1836 au 8 septembre 1848                                | Meyi, Ahosu                         |           |
| 8 septembre 1848 au 3 février 1864                      | Sodji, Ahosu                        |           |
| 11 février 1864 au 23 mai 1872                          | Mikpon, Ahosu                       |           |
| à 1872                                                  | Mikpon, Ahosu                       |           |
| 4 juin 1872 au 26 juin 1874                             | Messi, Ahosu (Messi II)             |           |
| 16 septembre 1874 au 7 février 1908                     | Toffa, Ahosu (Tofa II)              |           |
| Annexion française                                      |                                     |           |
| 7 février 1908 au 22 octobre 1913                       | Gbedjissin, Chef supérieur          |           |
| 1913 à 1929                                             | Hudji, Chef supérieur               |           |
| 1929 à 1930                                             | Toli, Chef supérieur                |           |
| 1930 à 1940                                             | Gbehinto, Chef supérieur            |           |
| 1941 à 1946                                             | Gbesso Toyi Ajimavo, Chef supérieur |           |
| 1946 au 16 juillet 1976                                 | Alohinto Gbeffa, Chef supérieur     |           |

Après 1976, la famille royale de Porto-Novo se divise et plusieurs prétendants au trône se disputent, mettant fin à la lignée royale établie.